# Gabriel Allende Gil de Biedma
Gabriel Allende Gil de Biedma (Madrid, 22 de septiembre de 1952) es un arquitecto español.

## Biografía
Allende nació en Madrid, y tras finalizar sus estudios en la Escuela Técnica Superior de Arquitectura de Madrid (ETSAM) en 1976, realizó un máster en Arquitectura (March II) en la Universidad de California, Los Ángeles (Estados Unidos) en 1979. Trabajó como docente en varias universidades de todo el mundo. Ha sido profesor en la ETSAM, desde 1989 a 2013, en el Departamento de Proyectos, dando clases tanto a alumnos de grado como en Proyecto de Fin de Carrera. Además destacar su labor docente en la Universidad de Anáhuac (México DF), en el Departamento de Bellas Artes de la Universidad de Salamanca, en la Universidad de Las Américas (Puebla, México) o en la Universidad Internacional de Cataluña.
Como arquitecto profesional, Allende fundó y dirige, desde 1982, el estudio Allende Arquitectos SAP  que realiza proyectos de arquitectura sostenible, tanto en obra nueva como en rehabilitación y restauración de edificios existentes. Desde 2013 el estudio tiene sede en la capital de Perú, Lima.
Allende fue director de Exposiciones y Publicaciones de la Sala de Exposiciones MOPU (Madrid) entre los años 1983 y 1985, ha participado como director o colaborador en revistas especializadas como Arquitectura, El Croquis, Skyline o El Paseante. Ha sido jurado y comisario de diferentes actividades y eventos de carácter nacional e internacional.
Allende es miembro del Asociación Española de Profesionales del Diseño (A.E.P.D.) y miembro fundador de la Asociación de Diseñadores de Madrid (DIMAD) desde el 2005. También en 2005 se unió al Istituto Europeo di Design (IED) como miembro del comité científico. El estudio Allende Arquitectos SAP colabora con diferentes instituciones, entre otras, Green Building Council (GBC) de España y de Perú, y la Cátedra Unesco de Análisis de ciclo de Vida y Cambio climático.

## Obras seleccionadas
En trabajos de rehabilitación y restauración destacar el Edificio Restaura, situado en el Paseo de Recoletos de Madrid, conocido anteriormente como Edificio de la Unión. Una línea de trabajo actual en sintonía con los parámetros de sostenibilidad y reutilización de los recursos existentes, la rehabilitación y restauración ecológica de edificios que contribuye a la regeneración y renovación urbana. En esta misma línea de trabajo destacar también la rehabilitación del edificio del Palacio de Altamira (Madrid) para su nuevo uso como sede formativa del Instituto Europeo de Diseño (IED), y la rehabilitación de los antiguos almacenes de la Compañía Tabacalera, en Arganzuela, para reutilizarlos en 2002 como Oficinas de la empresa Aguirre Newman.

### Obra nueva
En obra nueva destacar también los objetivos de sostenibilidad y compromiso medioambiental de los proyectos de Allende, así varios de sus proyectos construidos están certificados con sellos de sostenibilidad (Leadership in Energy and Environmental Design) LEED. El Edificio Morgan Stanley Dean Witter, en la Calle Serrano 55 ha sido certificado LEED recientemente, y en el año 2000 recibió del Ayuntamiento de Madrid el Premio de Arquitectura.

### Publicaciones
2002 Rehabilitation of an office building for Aguirre & Newman in Madrid, General Lacy Street number 23. Informes de la Construcción 54 (480). ISSN 1988-3234.

## Reconocimientos
Allende está recogido como uno de los arquitectos destacados por su obra en muchas publicaciones, destacar la tesis doctoral de Arturo Franco Díaz con título "Invariantes del pensamiento en los arquitectos de Madrid".
En 2017 se concede uno de los premios del Colegio Oficial de Arquitectos de Madrid (COAM) al edificio Manuel de Falla 7. Este proyecto se desarrolló entre 2006 y 2016 como rehabilitación y reforma de un edificio existente, que integra el acondicionamiento de los espacios exteriores así como las farolas, consiguiendo la integración de este edificio de oficinas rodeado de edificios más altos, mediante recursos medioambientales ecológicos como la cubierta ajardinada y el patio inglés que integra el jardín exterior en el edificio.
En 2019 el edificio construido en Lima, Primera Visión, consiguió en la categoría de oficinas el Premio Arquitectura y Ciudad, en Perú, destacando el innovador sistema constructivo desarrollado en la ejecución de la estructura de los forjados, así como el diseño ecológico y energético de la fachada.

## Premios

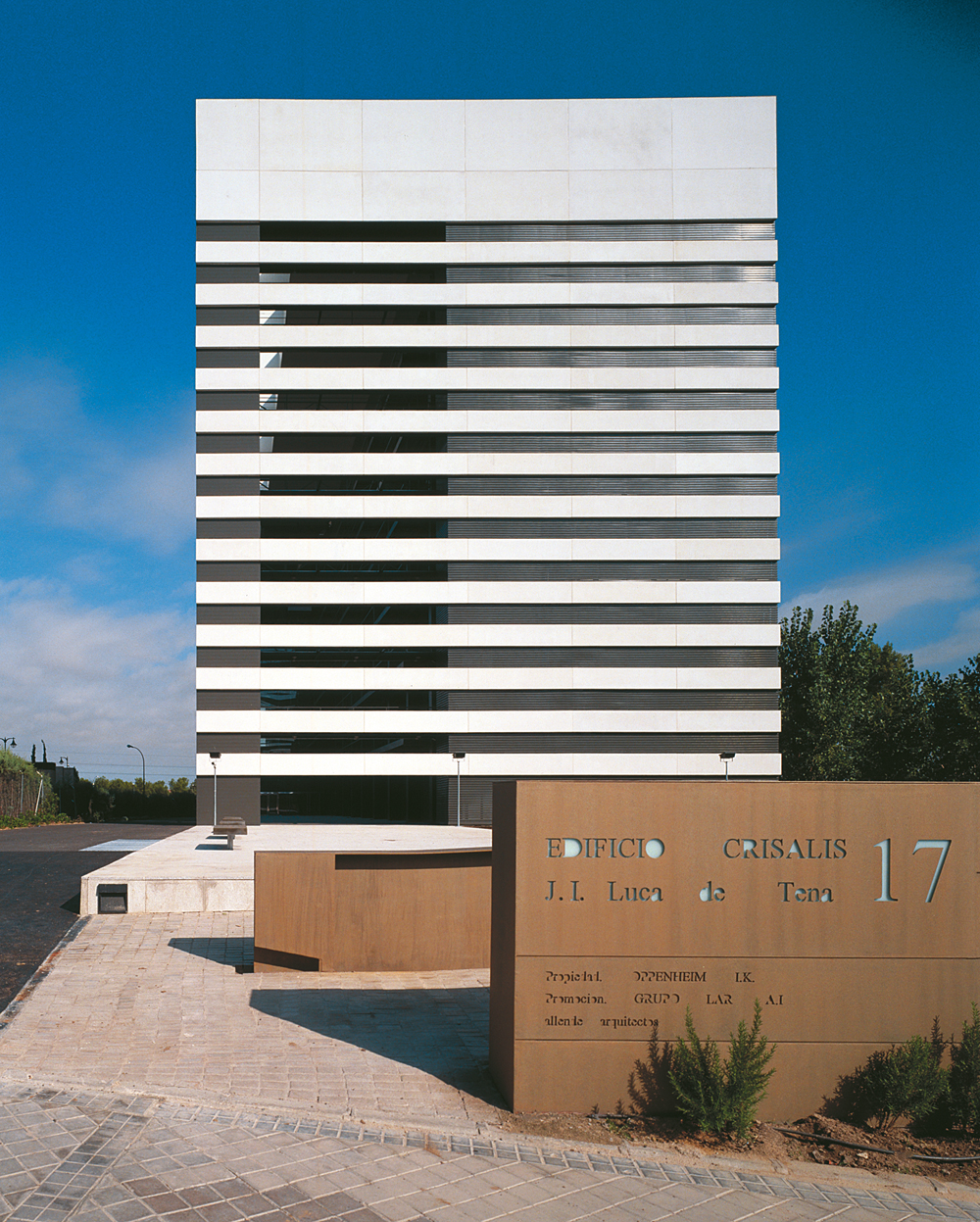
Edificio Crisalis.

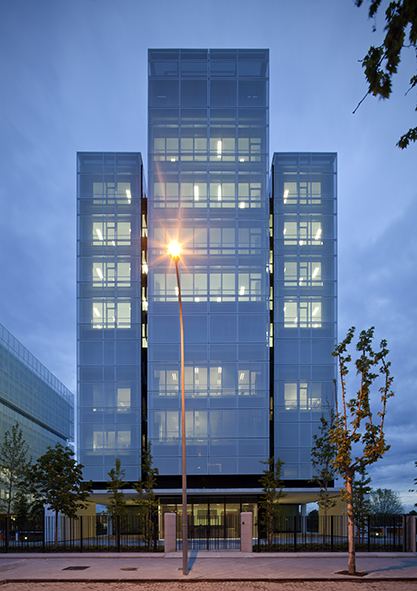
Pegaso City.

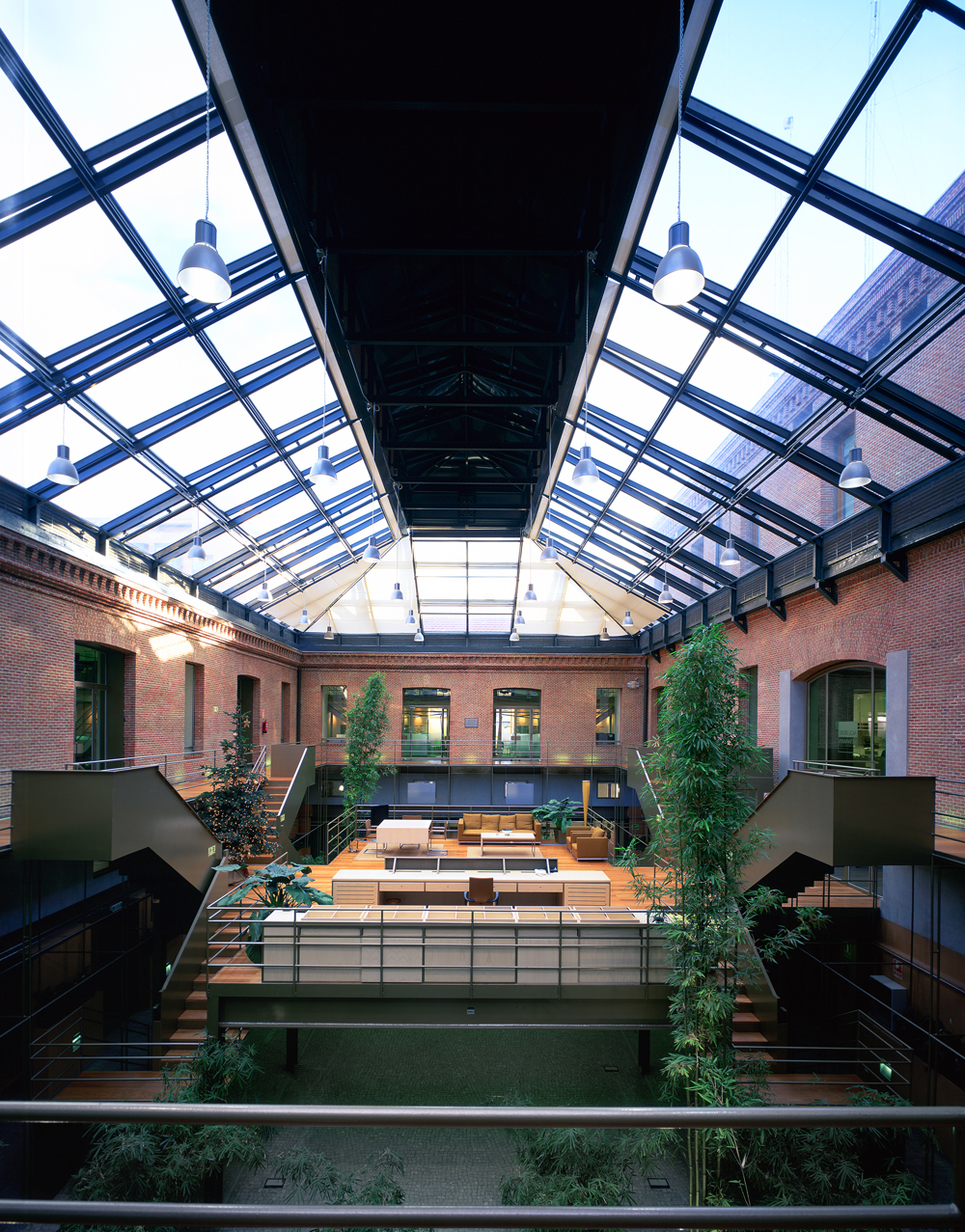
Sede de Aguirre Newman.

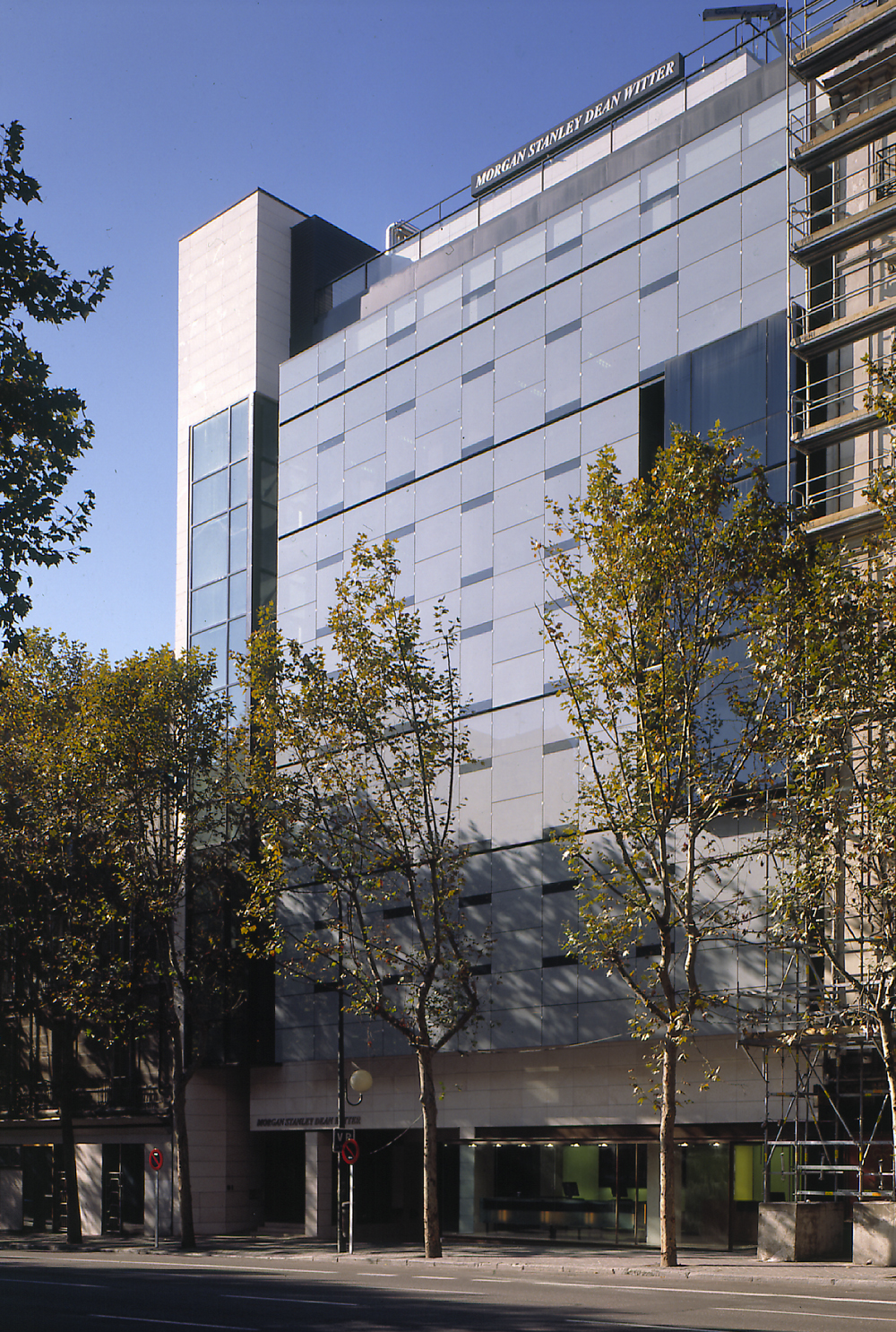
Sese de Morgan Stanley.

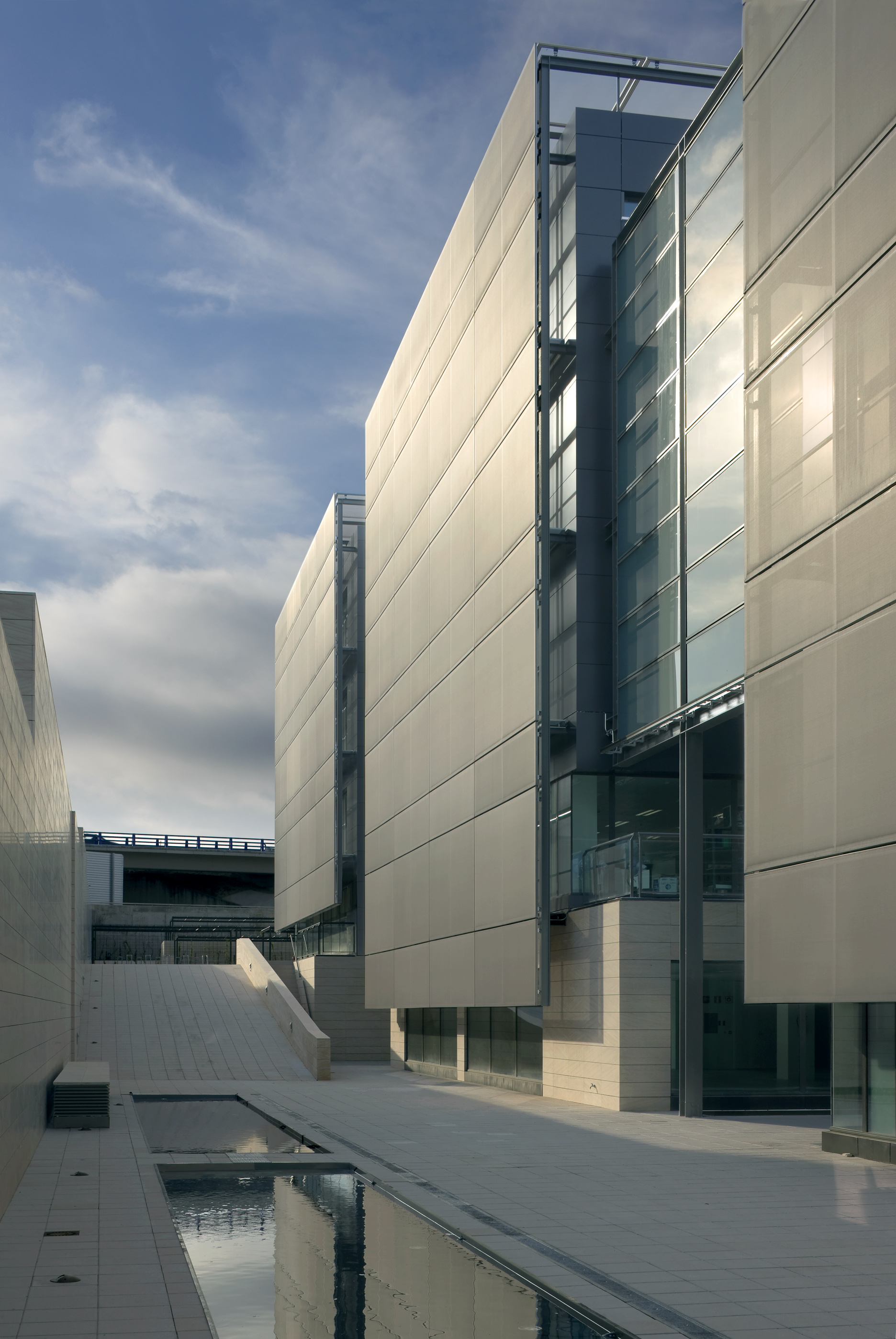
Tripark Las Rozas.

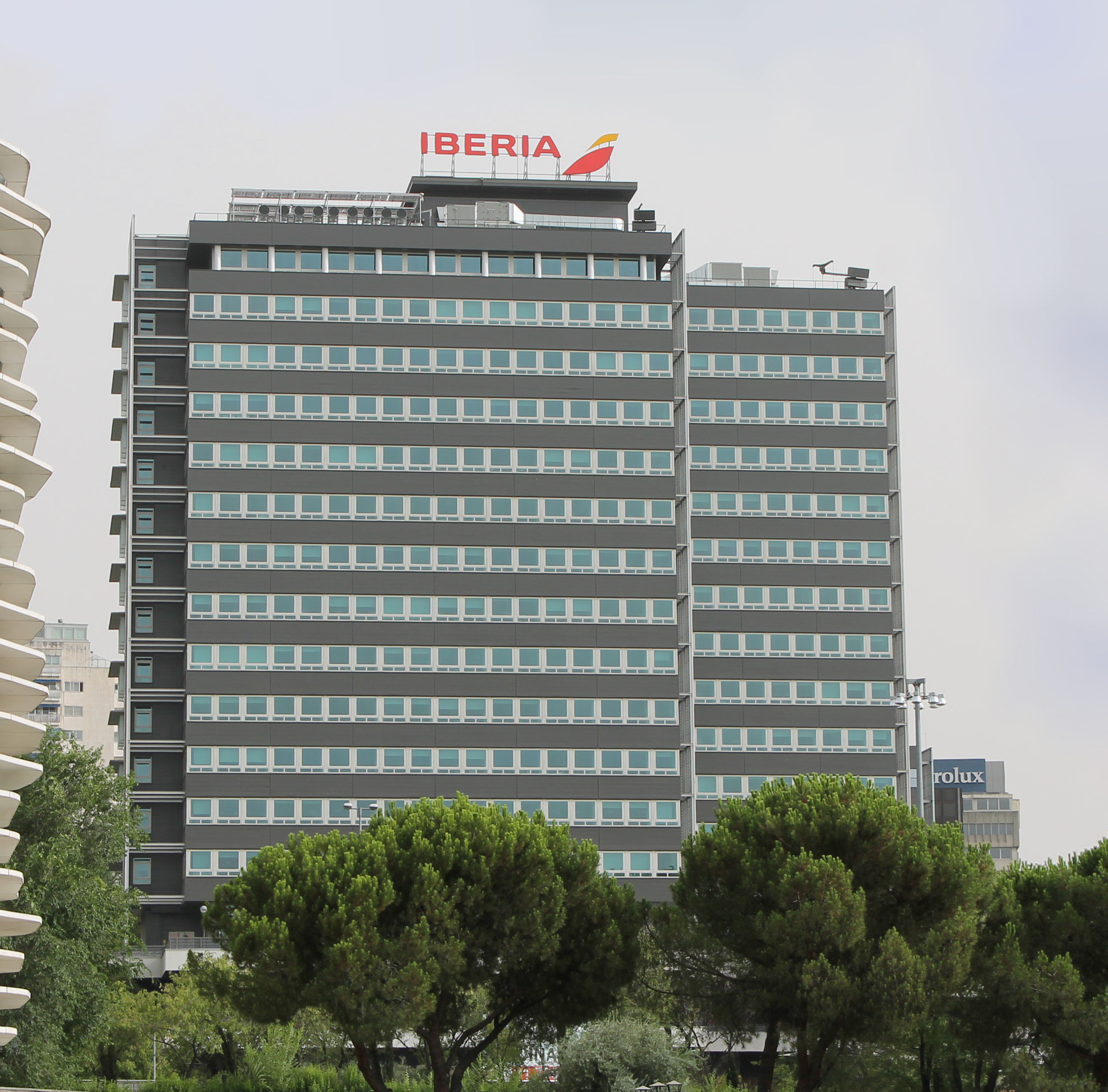
MV49 Business Park (Madrid).

### Premios del Salón Inmobiliario de Madrid
- 2009 1º Premio Asprima “Mejor actuación Inmobiliaria no Residencial”. Edificio Cristalia
- 2009, Accésit a la “Mejor actuación de Rehabilitación o Remodelación”. Edificio Restaura
- 2005, Mención a la actuación Inmobiliaria de carácter no Residencial. Torres Ágora
- 2004, 1º Premio Asprima. Edificio Iris

Premios de Urbanismo, Arquitectura y Obra Pública. Ayuntamiento de Madrid
- 2003, 1º Premio Apartado Edificio de Nueva Planta. Torres Ágora
- 2002, 1º Premio Apartado Edificio o Conjuntos Restaurados o Rehabilitados. Sede Aguirre Newman
- 2001, Mención de honor Apartado Edificio de Nueva Planta. Edificio Crisalis Sede American Express
- 2000, 1º Premio Apartado Edificio de Nueva Planta. Sede Morgan Stanley
- 1993, Mención de honor Apartado Local Comercial. Fundación Santillana
- 1986, 1º. Premio Apartado Rehabilitación. Edificio Gil y Carvajal

Premios Comunidad de Madrid
- 2005, Premios Calidad, Arquitectura y Vivienda 2004. Sede Aguirre Newman
- 2003, Apartado Calidad Estética. Edificio Crisalis Sede American Express
- 2002, Apartado oficios. Edificio Morgan & Stanley

Premios Royal Institution For Clustered Surveyors (RICS)
- 2003, 1º Premio en categoría Regeneration. Sede Aguirre Newman

Premios Asociación Española de Profesionales del Diseño
- 2002, Tienda Morgan Stanley Dean Witter

Premios Bienal Iberoamericana. Valencia
- 2000, Premio a la obra “La Casita del Bosque”

Premios III Bienal de Arquitectura
- 1994, Sede de Aresbank. Madrid.

Premios Cámara de Comercio. Valencia
- 1993, Rehabilitación Teatro Goya para Librería Crisol.

Premios Expopiedra
- 1992, 1º Premio PAC Expopiedra 92.

Premios Fundación Camuñas
- 1991, 1º Premio I Muestra Arquitectos Jóvenes Españoles. Edificio Talleres Mendizábal

Premios Fundación C.E.O.E.
- 1990, 1º Premio Apartado Arquitectura. Junta Municipal de Vallecas Villa.

## Obras
- Palacio de Altamira. Rehabilitación como sede del Istituto Europeo di Design (IED). Madrid.
- Sala de Exposiciones de la Comunidad de Madrid.
- Junta Municipal de Villa de Vallecas del Ayuntamiento de Madrid.
- Fundación Santillana. Madrid.
- Centro de Recuperación de Fauna Silvestre. Soto de Viñuelas, Madrid.
- Hotel Paseo del Arte. Madrid
- Torres Ágora. Sede Ministerio de Asuntos Exteriores Madrid.
- Edificio Crisalis. Sede American Express. Madrid.
- Edificio de Reuniones y Centro de Peregrinos. Instituto Secular de Schoenstatt. Pozuelo de Alarcón. Madrid.